# شاكيل هنتر
شاكيل هنتر (بالإنجليزية: Shaquille Hunter)‏ (29 أغسطس 1995 بإنجلترا في المملكة المتحدة - ) هو لاعب كرة قدم بريطاني في مركز جناح ‏. لعب مع نادي بريستول روفيرز وMangotsfield United F.C. ‏.

## وصلات خارجية
- شاكيل هنتر على موقع قاعدة بيانات كرة القدم.إي يو (الإنجليزية)
- شاكيل هنتر على موقع Soccerbase.com (لاعب) (الإنجليزية)
- شاكيل هنتر على موقع Soccerway.com (الإنجليزية)